# Tap4
A Tap4 Mobile (Tap for Mobile) é uma empresa amazonense do ramo de desenvolvimento de aplicativos, com sede em Manaus-AM e clientes em São Paulo, Rio de Janeiro, Curitiba, Manaus e Estados Unidos.

## História
Em Janeiro de 2011, os sócios André Tapajós, Mirel Pina e Luciano Nunes, criaram a start up Tap4 Mobile na incubadora de empresas CIDE, apostando no mercado de aplicativos mobile que ainda estava em crescimento. Em 2012 ainda com poucos funcionários a start up concorreu com demais empresas brasileiras do segmento de desenvolvimento de aplicativos para desenvolver um projeto com o Canal Brasil para criar um app para o programa de culinária Larica Total. Em 2013 iniciou a parceria com a Samsung. A empresa possui um grande número de projetos desenvolvidos em parceria e também projetos próprios, nos diferentes sistemas operacionais populares do mercado. Em 2015 a empresa criou a tecnologia Autofit Display (Lib em processo de registro de software), que resolve o problema dos diferentes tamanhos de tela para os smartphones de tecnologia Android.
A empresa conta com mais de 30 funcionários das áreas de design, desenvolvimento e testes, e também projetos desenvolvidos com grandes empresas de renome nacional e internacional como Samsung, PMI Brasil, Sony, Spotify, entre outras.

## Projetos Desenvolvidos
- Aplicativo - Larica Total (Android, iOS)[8][9]
- Aplicativo - Cultura (Android, iOS)[10]
- Aplicativo - PMI Brasil (Android, iOS) [11]